# Михайличенко, Михаил Петрович
Михаил Петрович Михайличенко (1899—1984) — участник Великой Отечественной войны, командующий артиллерией 26-го гвардейского стрелкового корпуса (5-я ударная армия, 1-й Белорусский фронт), гвардии генерал-майор. Герой Советского Союза (1945).

## Биография
Родился 3 октября 1899 года в посёлке Персиановский области Войска Донского (ныне Октябрьский район Ростовской области) в семье рабочего. Украинец.
В Красной Армии с 1918 года. Участник Гражданской войны. Окончил артиллерийские КУКС (1925 и 1937). Член КПСС с 1929 года.
На фронте Великой Отечественной войны с 1941 года. Командующий артиллерией гвардейского стрелкового корпуса гвардии полковник Михайличенко М. П. умело организовал и лично осуществил развёртывание артиллерии, своевременно спланировал огневое поражение противника в полосе наступления корпуса, что способствовало успешному прорыву обороны противника на западном берегу реки Одер.
После войны продолжал службу в армии. С 1958 года — заместитель начальника Военной академии им. Ф. Э. Дзержинского. С 1959 года генерал-майор артиллерии Михайличенко — в отставке. Жил в Москве.
Умер 3 апреля 1984 года в Москве. Похоронен на Кузьминском кладбище.

## Память
- Могила Михайличенко является объектом культурного наследия.
- Мемориальная доска в память о Михайличенко установлена Российским военно-историческим обществом на здании средней школы в посёлке Персиановском, где он учился.

## Награды
- Медаль «Золотая Звезда» Героя Советского Союза (31.05.1945).
- Награждён тремя орденами Ленина, четырьмя орденами Красного Знамени, орденом Отечественной войны 1 и 2 степеней, Красной Звезды, медалями.